# Johannes Franciscus Stoetz
Johannes Franciscus Stoetz, bekend als J.F. Stoetz, (Amsterdam, 27 december 1832 - Leeuwarden, 2 maart 1894) was een Nederlands dirigent. 
Hij was zoon van muzikant Franciscus Nicolaas Stoetz en actrice Louise Majofski wonende aan het Leidseplein. Zuster Christine Stoetz was actrice en altzangeres. Hijzelf was getrouwd met Maria Petronella Liesoy. Twee zonen trokken weer naar Amsterdam en werden musici in het Parkorkest (een ervan was cellist en koorleider). Hij werd begraven op de Katholieke begraafplaats aan de Marsummerstraatweg.
Hij was van huis uit koperblazer. Zijn bekendheid dankt hij aan zijn langdurig dirigentschap van de stafmuziek 1e regiment infanterie beginnend in 1867. In 1868 maakte hij er reclame mee, maar het orkest werd daarna opgeheven. Bij de heroprichting in 1875 was hij er weer dirigent. Hij leidde het orkest in populaire weekendconcerten in de Prinsentuin, aldus nog vermeld door de Leeuwarder Courant in 1981. Het orkest zou uitgroeien tot de Koninklijke Militaire Kapel "Johan Willem Friso". Hij was tevens dirigent van de "Vereenigde Symphonie-korpsen" en het koor van de Dominicuskerk.
Hij componeerde Herinnering aan R. Wagner (Erinnering an Richard Wagner).
Na zijn overlijden werd Stoetz opgevolgd door Friedrich Bicknese.